# تایگ ولی (اورگن)
تایگ ولی (به انگلیسی: Tygh Valley) یک منطقهٔ مسکونی در ایالات متحده آمریکا است که در شهرستان واسکو، اورگن واقع شده‌است. تایگ ولی ۹٫۸ کیلومتر مربع مساحت و ۲۲۴ نفر جمعیت دارد و ۳۴۸ متر بالاتر از سطح دریا واقع شده‌است.